# Cholila
Cholila è un comune dell'Argentina situato nel dipartimento di Cushamen in provincia di Chubut.